# 淤溪镇
淤溪镇，是中华人民共和国江苏省泰州市姜堰区下辖的一个乡镇级行政单位。

## 行政区划
淤溪镇下辖以下地区：
淤溪社区、三垛社区、武庄村、卞庄村、淤溪村、杨庄村、靳潭村、孙庄村、潘庄村、甸夏村、三垛村、马庄村、北桥村、里溪村、周庄村、吉庄村和南桥村。